# Reflexão lunar

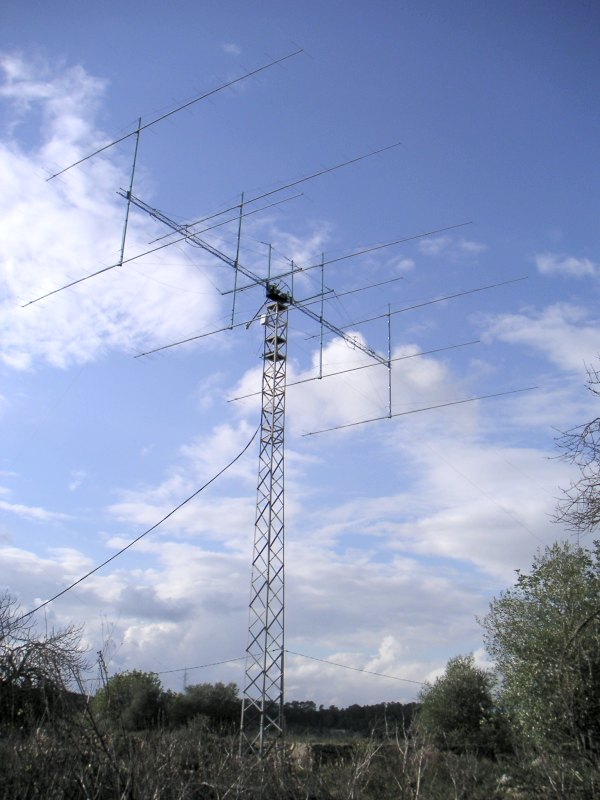
Conjunto de oito antenas Yagi da estação EA6VQ empregada em transmissões por reflexão lunar na faixa de 144 MHz.

Reflexão lunar é uma modalidade de comunicação que utiliza a Lua para refletir ondas eletromagnéticas transmitidas por uma estação de rádio.

## História
A primeira transmissão por essa modalidade foi realizada por James Trexler no Laboratório de Pesquisa Naval dos Estados Unidos, no dia 24 de junho de 1954. A motivação por trás desse tipo de estratégia de comunicação era estabelecer um modo confiável de comunicação mesmo quando fosse inviável o contato por meio da reflexão ionosférica.
O primeiro contato por reflexão lunar entre estações de radioamadores foi realizado em 1960 na faixa de 144 MHz entre as estações W6DNG, nos Estados Unidos, e OH1NL, na Finlândia.

## Aspectos técnicos
A transmissão por reflexão lunar somente é possível entre duas estações quando ambas vêem a Lua acima do horizonte. À medida em que a Lua se move no céu, é necessário que as antenas das estações se movimentem continuamente de modo a apontarem sempre para ela. Na região do espectro compreendida entre 100 MHz e 1 GHz, a Lua absorve cerca de 93% da energia recebida, o que exige que sejam utilizadas antenas de ganho elevado.